# Carl Herman Leuhusen
Carl Herman Leuhusen, född 25 september 1810 i Stockholm, död 23 april 1879 i Mariestad, var en svensk friherre och generalmajor.

## Biografi
Leuhusen blev kadett vid Krigsakademien vid Karlbergs slott den 2 oktober 1825 och han tog examen den 29 november 1829. Han utnämndes till kornett vid Livregementets husarer den 19 oktober samma år.
Den 20 februari 1836 befordrades han vid regementet till löjtnant för att den 7 december 1843 bli befordrad till ryttmästare och regementets kvartermästare. Han blev den 15 maj 1849 utnämnd till skvadronchef och den 26 april 1855 befordrades han till major. Samma år blev han även statsrevisor.
Redan den 8 maj 1855, alltså endast omkring två veckor efter sin befordran till major, blev han befordrad till överste och sekundchef för regementet. Den 6 augusti 1859 utnämndes han till den nye kungen, Karl XV:s, förste adjutant samt generalmajor.
Hans militära karriär tog nu ny fart och den 25 november 1862 blev han kavalleriinspektör för att den 8 mars 1864 bli generalbefälhavare för Tredje militärdistriktet. Han blev även mot slutet av sitt liv mer involverad i civila göromål och 1865 utnämnd till direktör i Göta kanalbolagets Västgötalinje.
Han tog avsked den 8 september 1874.

### Familj
Leuhusen var son till kaptenen vid Svea livgarde Gustaf Leuhusen och dennes hustru Beata Juliana Gyllenhaal. Han var bror till generalmajor Alexander Leuhusen.
Leuhusen gifte sig den 24 augusti 1837 i Mariestad med friherrinnan Vilhelmina Carolina von Knorring (1813-1855), dotter till överstelöjtnanten, friherre Anton von Knorring och grevinnan Augusta Spens. De fick tre barn tillsammans, bland dem Wilhelm Leuhusen.
Leuhusen gifte om sig den 15 september 1860 i Frötuna med grevinnan Fredrika Rosina von Hermansson (1826-1907) dotter till löjtnanten, greve Carl Johan von Hermansson och Carolina Fredrika Dahlson. Även de fick tre barn tillsammans, bland dem Regner Leuhusens far.

## Ordnar och utmärkelser
- Riddare av Svärdsorden - 10 november 1851
- Kommendör av Sankt Olavs orden - 4 juli 1858
- Kommendör av Danska Dannebrogsorden - 21 september 1859
- Storkors av Danska Dannebrogsorden - 23 juni 1860
- Kommendör av Svärdsorden - 28 januari 1861
- Kommendör med stora korset av Svärdsorden - 29 juli 1869

Utöver detta var han även:
- Ledamot av Lantbruksakademien - 1856